# Brachypetersius gabonensis
Brachypetersius gabonensis е вид лъчеперка от семейство Alestidae. Видът не е застрашен от изчезване.

## Разпространение
Разпространен е в Габон.

## Описание
На дължина достигат до 7 cm.